# 瑞典铁路博物馆

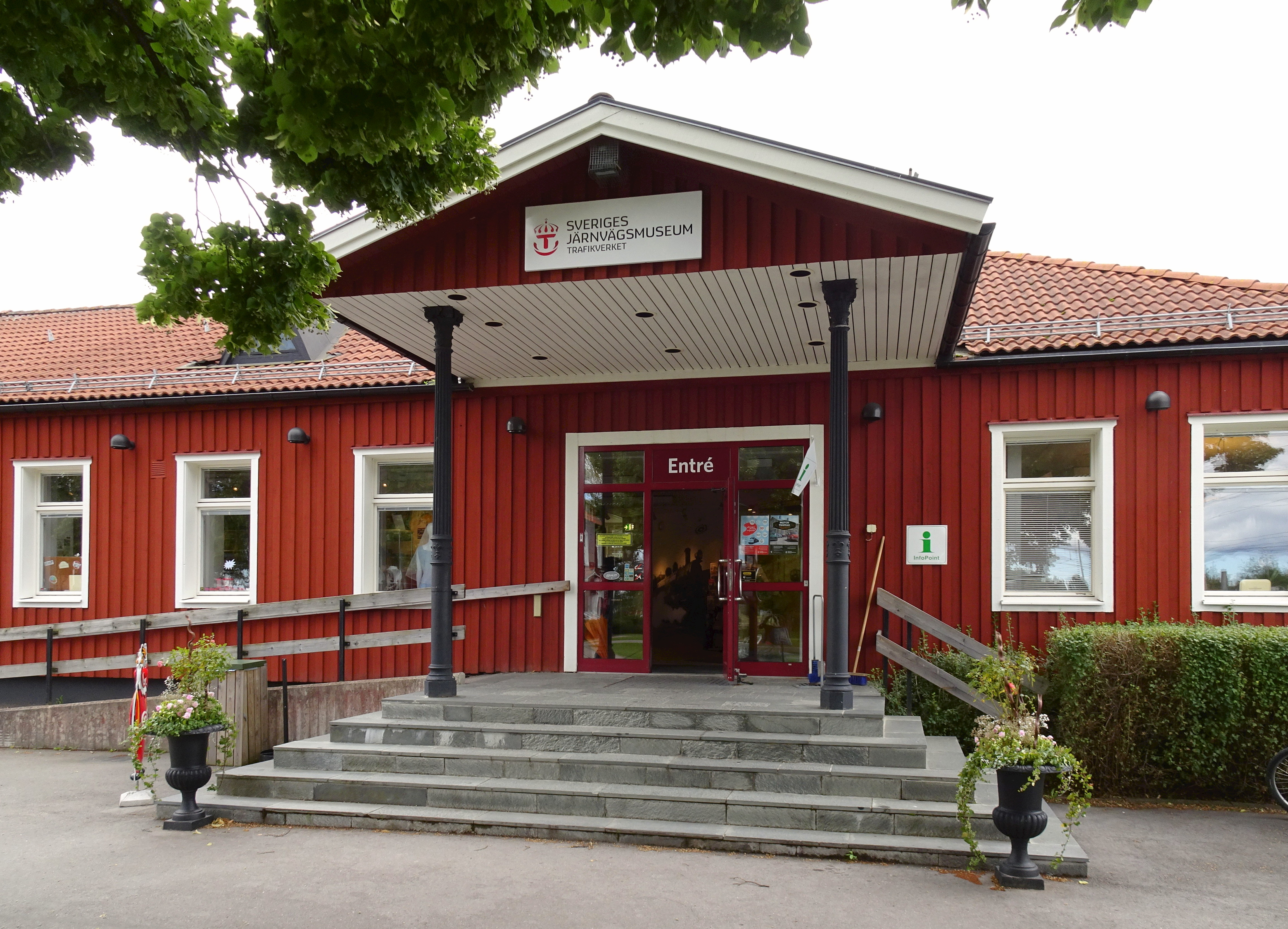
瑞典铁路博物馆入口

瑞典铁路博物馆（瑞典語：  Sveriges Järnvägsmuseum），位于瑞典耶斯特里克蘭的耶夫勒 ，是一个展示瑞典铁路历史的国家博物馆。该博物馆归瑞典交通管理局所有。

## 历史
1915年，瑞典国家铁路局在斯德哥尔摩开设了一座铁路博物馆。 1942年，斯德哥尔摩的Tomteboda火车站增设了机车和一个机车车辆大厅。瑞典铁路博物馆自1970年以后便一直位于耶夫勒。博物馆包括了两个带轨道的院子和几座大型建筑，包括两个圆形机车棚和一个相当大的车间。该建筑群总面积约16,000平方米。

## 收藏品
该馆的一些物品在19世纪末已经被收购，而现有的收藏品是世界上同类收藏中最好的之一，包含100多辆机车、约150辆客车和数百种其他机车车辆。其中最好的部分被展示在基本展览中。虽然其他大部分物品都保存在商店中，但人们仍可以分组或预约安排参观。除了机车和机车车辆外，博物馆还展示了一些工具、仪器和模型，以及专门制造的陶器、纺织品和艺术品。博物馆收藏的照片共有数十万张，博物馆正在将底片、玻璃板的副本转换为数字形式，以方便公众使用。